# Lacave, Ariège
Lacave är en kommun i departementet Ariège i regionen Occitanien i södra Frankrike. Kommunen ligger  i kantonen Saint-Lizier som ligger i arrondissementet Saint-Girons. År 2022 hade Lacave 116 invånare.

## Befolkningsutveckling
Antalet invånare i kommunen Lacave
Referens: INSEE